# Sender Hamburg-Rahlstedt
Der Rundfunksender Hamburg-Rahlstedt ist eine Sendeeinrichtung für UKW und DVB-T.

## Alter Turm
Der alte Turm wurde im Jahr 1994 als 163 Meter hoher, abgespannter Stahlfachwerkmast errichtet. Nach Fertigstellung des neuen Sendemastes wurde das Bauwerk im März 2010 abgebaut.

## Neubau
Im Jahr 2009 begannen Arbeiten zur Errichtung eines neuen 250 Meter hohen Sendemastes in unmittelbarer Nähe des alten Sendemastes, der insbesondere die Verbreitung von DVB-T Fernsehprogrammen verbessern sollte. Der neue Sendemast ist das dritthöchste Bauwerk in Hamburg.

### Kritik
Naturschutzverbände kritisierten den Neubau, da man von vielen toten Vögeln pro Tag durch die Abspannseile ausging. Der Turm ist zwar vom Naturschutzgebiet Höltigbaum umgeben – in dem viele seltene Vogelarten leben – jedoch nicht Teil davon, so dass die Stadt Hamburg den Neubau trotz dieser Sorgen genehmigen konnte. Nach dem Neubau wurde keine nennenswerte Anzahl an toten Vögeln gefunden.
Alster-Radio, der einzige analoge Hörfunksender, der vom Sendeturm abgestrahlt wurde, beklagte sich über hohe und noch steigende Kosten und sah sich dadurch in seiner Existenz bedroht. So wurden bis 2016 für die Bereitstellung der Antenne rund 183.000 Euro im Jahr berechnet, ab April 2017 stiegen die jährlichen Kosten auf 387.000 Euro. Eine Verlegung an einen anderen Sendeturm galt aus technischen Gründen als unwahrscheinlich. Ende 2017 übernahm die Rock Antenne GmbH & Co. KG 49 Prozent der Anteile an Alsterradio. Im Frühjahr 2018 wurde der  Betrieb von Alster-Radio  eingestellt und Rock Antenne Hamburg ging am selben Standort und auf derselben Frequenz  auf Sendung.

### Analoges Radio (UKW)
In UKW werden folgende Programme ausgestrahlt:
| Frequenz (MHz) | Programm             | RDS PS   | RDS PI | Regionalisierung | ERP (kW) | Antennen- diagramm rundum (ND) / gerichtet (D) | Polarisation horizontal (H) / vertikal (V) |
| -------------- | -------------------- | -------- | ------ | ---------------- | -------- | ---------------------------------------------- | ------------------------------------------ |
| 106,8          | Rock Antenne Hamburg | _ROCK_HH | D359   | −                | 32       | D (30–210°, 250–310°)                          | H                                          |

### Digitales Fernsehen (DVB-T2)
Die DVB-T2-Ausstrahlungen im Gleichwellenbetrieb (Single Frequency Network) mit anderen Standorten.
| Kanal | Frequenz (MHz) | Multiplex                                   | Programme im Multiplex | ERP (kW) | Sendediagramm rund (ND)/ gerichtet (D) | Polarisation horizontal (H)/ vertikal (V) | Modulations- verfahren | FEC | Guard- intervall | Bitrate (MBit/s) | SFN |
| ----- | -------------- | ------------------------------------------- | --- | -------- | -------------------------------------- | ----------------------------------------- | ---------------------- | --- | ---------------- | ---------------- | --- |
| 23    | 490            | ARD Digital                                 | - Das Erste HD - Phoenix HD - Arte HD - Tagesschau24 HD - One HD | 25       | ND                                     | H                                         | 64-QAM (16-k-Modus)    | 1/2 | 19/128           | 18,2             | Rundfunksender Hamburg-Rahlstedt, Heinrich-Hertz-Turm, Lübeck–Berkenthin, Lübeck–Stockelsdorf, Hamburg-Moorfleet, Wedel (Wittsmoor) |
| 27    | 522            | Freenet TV                                  | - RTL HD (Hamburg/Schleswig-Holstein) - RTL Zwei HD - Super RTL HD - Vox HD - n-tv HD - Nitro HD - Tele 5 HD | 20       | ND                                     | H                                         | 64-QAM (32-k-Modus)    | 2/3 | 1/16             | 27,6             | Rundfunksender Hamburg-Rahlstedt, Heinrich-Hertz-Turm, Lübeck–Berkenthin, Lübeck–Stockelsdorf                                       |
| 28    | 530            | Freenet TV                                  | - ProSieben HD - Sat.1 HD (Hamburg/Schleswig-Holstein) - Kabel Eins HD - ProSieben Maxx HD - Sat.1 Gold HD - Sixx HD - Sport1 HD                                                                                                | 20       | ND                                     | H                                         | 64-QAM (32-k-Modus)    | 2/3 | 1/16             | 27,6             | Rundfunksender Hamburg-Rahlstedt, Heinrich-Hertz-Turm, Lübeck–Berkenthin, Lübeck–Stockelsdorf                                       |
| 33    | 570            | Gemischter Multiplex von ZDF und Freenet TV | - ZDF HD - 3sat HD - KiKa HD - ZDFneo HD - ZDFinfo HD - Freenet TV connect (HbbTV-Dienst mit mehreren Streams) | 20       | ND                                     | H                                         | 64-QAM (16-k-Modus)    | 3/5 | 19/128           | 22               | Rundfunksender Hamburg-Rahlstedt, Heinrich-Hertz-Turm, Lübeck–Berkenthin, Lübeck–Stockelsdorf                                       |
| 41    | 634            | ARD regional (NDR)                          | - NDR Fernsehen HD (Schleswig-Holstein) - WDR Fernsehen (Köln) HD / NDR HD (Niedersachsen) (zeitw.) - SWR Fernsehen BW HD / NDR HD (MV)(zeitw.) - MDR Fernsehen (Sachsen-Anhalt) HD - BR Fernsehen Süd HD / NDR HD (HH)(zeitw.) | 32       | ND                                     | H                                         | 64-QAM (16-k-Modus)    | 1/2 | 19/128           | 18,2             | Rundfunksender Hamburg-Rahlstedt, Heinrich-Hertz-Turm, Lübeck–Berkenthin, Lübeck–Stockelsdorf, Hamburg-Moorfleet, Wedel (Wittsmoor) |
| 45    | 666            | Freenet TV                                  | - Welt HD - DMAX HD - Eurosport 1 HD - Disney Channel HD - Nickelodeon HD / CC +1 HD - VOXup HD - Bibel TV (FTA) - QVC (FTA) - QVC Zwei (FTA) - HSE (FTA) - 123tv (FTA) - Shop LC (FTA)                                         | 20       | ND                                     | H                                         | 64-QAM (32-k-Modus)    | 2/3 | 1/16             | 27,6             | Rundfunksender Hamburg-Rahlstedt, Heinrich-Hertz-Turm, Lübeck–Berkenthin, Lübeck–Stockelsdorf                                       |

### Digitales Fernsehen (DVB-T)
Bis zum Wechsel auf DVB-T2 am 29. März 2017 liefen die DVB-T-Ausstrahlungen im Gleichwellenbetrieb (Single Frequency Network) mit anderen Standorten.
ehemaliges Angebot:
| Kanal | Frequenz (MHz) | Multiplex | Programme im Multiplex | ERP (kW) | SFN                                                                              |
| ----- | -------------- | --- | --- | -------- | -------------------------------------------------------------------------------- |
| 23    | 490            | ZDFmobil | - ZDF - 3sat - ZDFinfo - KiKA (06–21 Uhr)/ZDFneo (21–06 Uhr) | 20       | Heinrich-Hertz-Turm, Rundfunksender Hamburg-Rahlstedt                            |
| 30    | 546            | ProSiebenSat.1 Media Hamburg/Schleswig-Holstein                                                                | - ProSieben (Hamburg/Schleswig-Holstein) - Sat.1 - Kabel Eins - N24 | 20       | Heinrich-Hertz-Turm, Rundfunksender Hamburg-Rahlstedt                            |
| 33    | 570            | ARD Digital (NDR)                                                                                              | - Das Erste - Phoenix - Arte - Tagesschau24 | 20       | Heinrich-Hertz-Turm, Rundfunksender Hamburg-Rahlstedt                            |
| 36    | 594            | Gemischt privat Hamburg (Media Broadcast)                                                                      | - Tele 5 - Disney Channel - QVC - ProSieben Maxx - Multithek (HbbTV-Dienst mit mehreren Streams) | 20       | Heinrich-Hertz-Turm, Rundfunksender Hamburg-Rahlstedt                            |
| 37    | 602            | MAHSH – regionaler privater Multiplex für Hamburg (wurde als DVB-T Nachlauf bis 1. November 2017 ausgestrahlt) | - Hamburg 1 | 20       | Rundfunksender Hamburg-Rahlstedt, Heinrich-Hertz-Turm                            |
| 40    | 626            | RTL Group Hamburg/Schleswig-Holstein                                                                           | - RTL (Hamburg/Schleswig-Holstein) - RTL II - Super RTL - Vox | 20       | Heinrich-Hertz-Turm, Rundfunksender Hamburg-Rahlstedt                            |
| 46    | 674            | Gemischt privat Hamburg (Media Broadcast)                                                                      | - Hamburg 1 - Eurosport - Bibel TV - Sixx | 20       | Heinrich-Hertz-Turm, Rundfunksender Hamburg-Rahlstedt                            |
| 54    | 738            | ARD regional (NDR) Hamburg (wurde als DVB-T Nachlauf bis 25. April 2017 ausgestrahlt)                          | - NDR Fernsehen (Hamburg) - WDR Fernsehen (Köln) / NDR Fernsehen (Niedersachsen) (zeitweise) - MDR Fernsehen (Sachsen-Anhalt) / NDR Fernsehen (Mecklenburg-Vorpommern) (zeitweise) - Bayerisches Fernsehen (Schwaben/Altbayern) / NDR Fernsehen (Schleswig-Holstein) (zeitweise) | 25       | Heinrich-Hertz-Turm (Hamburg), Hamburg-Moorfleet, Hamburg-Rahlstedt (Höltigbaum) |

### Analoges Fernsehen
Die Abstrahlung der analogen Fernsehsender wurde mit der Einführung von DVB-T eingestellt. Zuletzt waren folgende Kanäle in Benutzung:
| Kanal | Frequenz (MHz) | Programm                           | ERP (kW) | Antennendiagramm rund (ND)/ gerichtet (D) | Polarisation horizontal (H)/ vertikal (V) |
| ----- | -------------- | ---------------------------------- | -------- | ----------------------------------------- | ----------------------------------------- |
| 22    | 479,25         | 9Live (Hamburg)                    | 4        | D                                         | H                                         |
| 24    | 495,25         | MTV2 Pop (17–6 Uhr) N24 (6–17 Uhr) | 4        | D                                         | H                                         |
| 44    | 655,25         | VOX                                | 6        | D                                         | H                                         |